# Famila Basket Schio 2019-2020
Questa voce raccoglie le informazioni riguardanti la Famila Basket Schio nelle competizioni ufficiali della stagione 2019-2020.

## Stagione
La stagione 2019-2020 è stata la ventottesima consecutiva che la squadra scledense ha disputato in Serie A1.

## Verdetti stagionali
Competizioni nazionali
- Serie A1: (21 partite)

stagione regolare: 1º posto su 14 squadre (19-2);
- Supercoppa italiana: (2 partite)

Finale vinta contro Ragusa.
Competizioni europee
- EuroLega: (14 partite)

stagione regolare: 3º posto su 8 squadre nel girone B (8-6);
Quarti di finale contro USK Praga: gare annullate per pandemia.

## Roster
|    | Naz.                                              | Ruolo | Sportivo           | Anno | Alt. |  |       |
| -- | ------------------------------------------------- | ----- | ------------------ | ---- | ---- |  | ----- |
| 0  | Italia (bandiera)                                 | AC    | Jasmine Keys       | 1997 | 192  |  |       |
| 1  | Stati Uniti (bandiera)                            | A     | Diamond DeShields  | 1995 | 185  |  |       |
| 3  | Slovenia (bandiera)                               | C     | Eva Lisec          | 1995 | 193  |  |       |
| 4  | Spagna (bandiera)                                 | G     | Leonor Rodríguez   | 1991 | 180  |  |       |
| 6  | Italia (bandiera)                                 | A     | Sabrina Cinili     | 1989 | 191  |  |       |
| 7  | Francia (bandiera)                                | C     | Sandrine Gruda     | 1987 | 192  |  |       |
| 10 | Argentina (bandiera) · Italia (bandiera)          | PG    | Florencia Chagas   | 2001 | 180  |  |       |
| 13 | Italia (bandiera)                                 | GA    | Martina Fassina    | 1999 | 183  |  |       |
| 14 | Italia (bandiera)                                 | G     | Martina Crippa     | 1989 | 178  |  |       |
| 22 | Italia (bandiera)                                 | AC    | Olbis Futo Andrè   | 1998 | 192  |  |       |
| 23 | Italia (bandiera)                                 | P     | Francesca Dotto    | 1993 | 170  |  |       |
| 24 | Italia (bandiera)                                 | P     | Valeria Battisodo  | 1988 | 174  |  |       |
| 29 | Italia (bandiera)                                 | A     | Michela Battilotti | 2000 | 172  |  |       |
| 29 | Italia (bandiera)                                 | G     | Greta Carollo      | 2003 | 160  |  | [ 3 ] |
| 29 | Italia (bandiera)                                 | C     | Anna Garzotto      | 2002 | 180  |  | [ 4 ] |
| 29 | Italia (bandiera)                                 | P     | Silvia Viviani     | 2001 | 165  |  |       |
| 33 | Nuova Zelanda (bandiera) · Regno Unito (bandiera) | A     | Jillian Harmon     | 1987 | 186  |  |       |

## Risultati

### Supercoppa italiana

#### Semifinale
| Arbitri: | Francesco Terranova (Ferrara) Andrea Chersicla (Lecco) Cristina Maria Culmone (Bologna) |

|          |          |                  |
| Gruda 22 | Punti    | 15 Penna         |
| Dotto 7  | Assist   | 3 tre giocatrici |
| Gruda 7  | Rimbalzi | 7 Šteinberga     |

#### Finale
| Arbitri: | Stefano Wassermann (Trieste) Daniele Yang Yao (Vigasio) Claudia Ferrara (Napoli) |

|           |          |                 |
| Harmon 15 | Punti    | 12 Consolini    |
| Keys 4    | Assist   | 3 Romeo         |
| Lisec 10  | Rimbalzi | 8 Hamby, Ibekwe |